# Marienstift (Braunschweig)

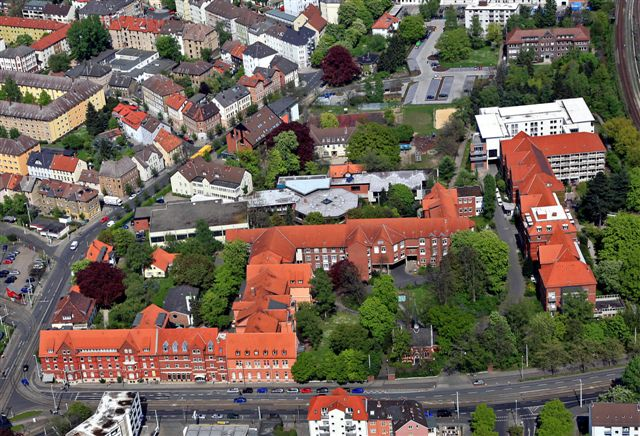
Marienstift aus der Vogelperspektive

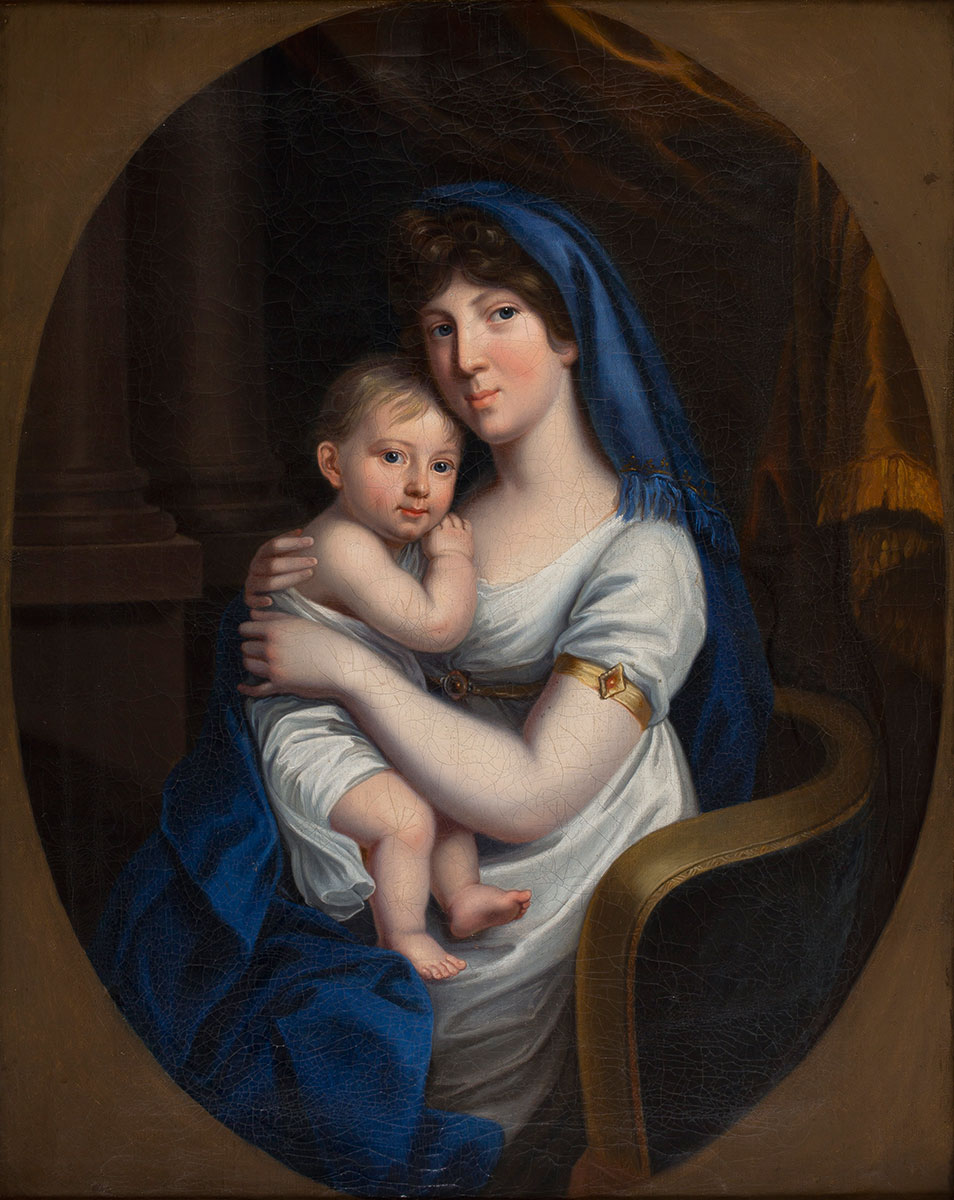
Porträt von Marie von Baden Durlach

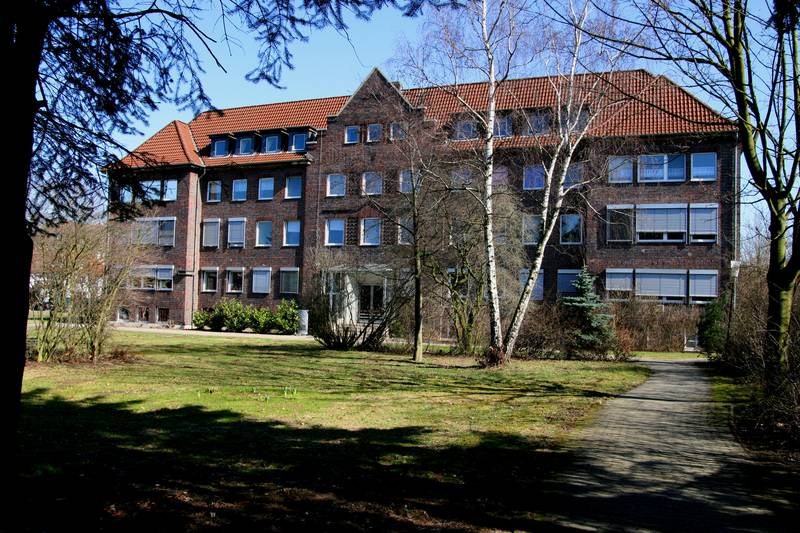
Ausbildungsstätten des Marienstifts

Das Marienstift ist eine evangelisch-lutherische Diakonissenanstalt in Braunschweig. Sie ist Mitglied des Diakonischen Werkes sowie des Kaiserwerther Verbandes deutscher Diakonissenmutterhäuser. Die diakonischen Aufgaben der Stiftung werden als „Werk christlichen Glaubens“ verstanden, der Maßstab des Dienstes ist nach der Satzung „das Evangelium von Jesus Christus“.
Die Einrichtung beschäftigt etwa 650 Mitarbeiter, zu ihr gehören das Mutterhaus, die Theodor-Fliedner-Kirche, ein Krankenhaus, ein Altenpflegeheim (Bethanien) und Ausbildungsstätten. Die Stiftung wird geführt von einem Vorstand mit drei hauptamtlichen Mitgliedern, der von einem Stiftungsrat mit sieben ehrenamtlichen Mitgliedern kontrolliert wird.

## Geschichte
Am 8. Mai 1870 wurde Haus Siloah an der Wolfenbütteler Straße als Diakonissenhaus geweiht. Das Gebäude war davor ein Hospital gewesen, das vom Vaterländischen Frauenverein Braunschweig unter dem Vorsitz von Auguste von Campe-Deensen gegründet worden war. 1881 erhielt das Haus den Namen Marienstift und trennte sich damit vom Frauenverein. Am 25. Oktober 1883 wurde das Marienstift an der Helmstedter Straße, mit damals 300 Patienten, 30 Schwestern und einem Assistenzarzt, eingeweiht. Herzog Wilhelm hatte die Erlaubnis gegeben, das Haus nach seiner Mutter Marie von Baden zu benennen. Am 1. Januar 1960 wurde das Marienstift eine rechtsfähige Stiftung des öffentlichen Rechts. Bis 1987 war das Stift eine Stiftung öffentlichen Rechts. Am 11. Februar 1987 wurde das Marienstift als eine rechtsfähige Stiftung privaten Rechts und als eine kirchliche Stiftung anerkannt.

## Einrichtungen
Das Krankenhaus des Marienstifts beinhaltet eine Klinik für Innere Medizin (Leitung: Rainer Prönneke), eine Palliativstation (Leitung: Simone Giller), eine Chirurgische Klinik (Leitung: Ekkehard Möbius), eine Klinik für Handchirurgie und angeborene Handfehlbildungen (Leitung: Niels Benatar), eine Klinik für Anästhesie (Leitung: Jan Halatek und Udo Schwippel) und eine Frauenklinik mit Gynäkologie und Geburtshilfe (Leitung: Ursula Nitsche-Gloy.)
Das Senioren- und Pflegezentrum Bethanien hat vier Wohnbereiche mit insgesamt 250 Plätzen, eine gottesdienstliche und seelsorgerliche Angebote, einen dementgerechten Park, eine Bücherei, eine Kegelbahn, ein Café mit Kiosk, einen Friseurladen, eine Praxis für physikalische Therapie und eine Massagepraxis. Hinzu kommt ein Team von „Grünen Damen und Herren“ und ein Team haupt- und ehrenamtlicher Seelsorger.
In den Ausbildungsstätten des Marienstifts gibt es eine Schule für Gesundheits- und Krankenpflege sowie eine Berufsfachschule für Altenpflege. Die Schule und das Schwesternwohnheim sind im Florence-Nightingale-Haus untergebracht.